# 喪

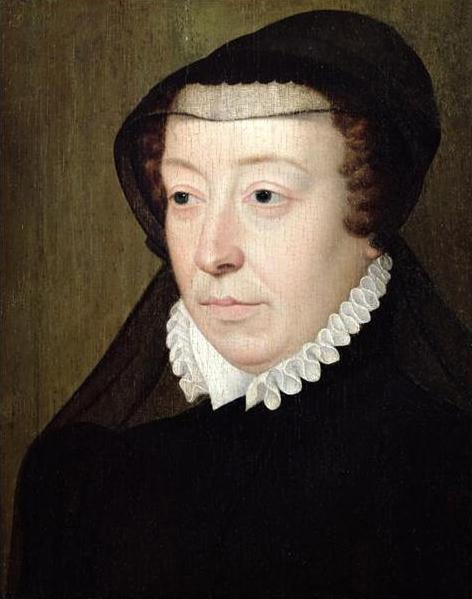
『カトリーヌ・ド・メディシス』
夫アンリ2世の死を受けてその後終生黒の喪服（モーニング・クローズ）を着用するようになったフランス王妃カトリーヌ・ド・メディシス。その姿を写した肖像画。
フランソワ・クルーエ、1559年以降の作。

『遣る瀬ない悲しみ』
喪に服す女性を描いた油彩画。
イワン・クラムスコイ、1884年作。

喪（も、英語：mourning）とは、身近な者や心を寄せる者、尊ぶべき者等の死を受けて、それを悲しむ者が一定期間中を過ごすことになる、日常生活とは異なる儀礼的禁忌状態であり、人間社会においておよそ普遍的な現象である。親族を亡くしたときに遺族が身を置く場合が最も一般的である。

## 概説
「喪」には死別に対する自発的な悲しみの表現という意味がある。また、社会的にも、最高為政者や最高権力者、社会的に崇敬を集めた人物などが死去した場合にも服喪が行われることがある。また、事件や事故などで死者が発生した場合に服喪期間を設けることがある。
また、身を慎むという「忌」という概念もある。例えば神道では死を穢れの一種とみて、「忌」として一定期間地域社会から外れることで穢れを避けることを意味する。
日本語では、喪の状態に身を置くことは、喪に服する、服喪（ふくも）、喪服（もふく）、忌服（きぶく）、服忌（ぶっき）などと言い、また、喪の最中であることは、喪中（もちゅう）、服喪期間、忌服期間などと言う。ただし日本では「喪」と「忌」の概念に明確な区別がなくなり混同がみられる。
喪に服する者の特別な衣服に喪服がある（詳細は当該項目を参照のこと）。

## 喪の習俗

### 日本

#### 喪中の禁忌事項
死去後どのくらいのあいだ喪に服するか、また、どのようなことについて制限を与えるかということについては、死者との縁故関係や宗派によって大きく異なり、また、制限期間に関しても宗派や物事によって異なる。
「喪中」の期間は「忌」と「服」に分けられ、両方を合わせて「服忌」または「忌服」と言う。
「忌」は故人のための祈りに専念する期間であり、もともと死の穢れが身についている期間であるとされた。かつては「忌」の期間には家の中に篭り、穢れが他の者に移らないように外部との接触を絶っていた。現代では外部との接触を完全に絶つことはないが、「忌引」として仕事や学業を休む期間となっている。「忌」の期間は死者との縁故関係によって異なるが、一般的には最長で50日間（親、子、配偶者の場合）とされる。
「服」は故人への哀悼の気持ちを表す期間であり、最長で13か月（親、子、配偶者の場合）である。この期間は慶事への参加、慶事を執り行うことを控える。
下記に例として挙げる中にも肉食のように最短で1日以下で終わるものもあれば正月のように最長で1年近くになるケースも考えられる。なお、これらは現代における禁忌であり、過去における適用範囲はもっと広かった。
- 正月
  - 年賀状（喪中葉書を送付するなどして喪中欠礼挨拶を行う）
  - 正月飾り（注連縄・門松・鏡餅等）をしない（飾っている間に身内が亡くなると飾りを外す）
  - 御節料理を食べない（特にめでたい意味を持つもの）
  - 初詣に行かない（神道では、死は穢れとされているため、その穢れを持ち込まないようにとの意味合い）
- 慶事への出席
  - 結婚式・クリスマスパーティー・忘年会・新年会等への参加などを中止する
- 慶事を執り行うこと
  - 手続きとしての入籍は可能だが、結婚式は中止または延期が望ましい
- 殺生を行うこと

#### 喪中に関する社会対応
喪中の禁忌のために、政治的や軍事的の重要な時期に事の趨勢を決定付ける現場に参画できないという事態が、日本の歴史の上ではしばしば起こった。例えば、平安末期に左大臣として強権を振るった藤原頼長は、重要な政局が妻の服喪期間と不運にも重なってしまったがために宮中への出仕が許されず、彼を失脚させようとする藤原通憲（のちの信西）らの策動に抗する機会を逸している（すでに事実上の失脚状態に追い込まれていたが、巻き返しの機会は服喪の慣習によって遠ざけられた）。
現代では、学校に通う児童・生徒・学生や企業に勤務する会社員においては、しばしば喪中に当たる期間中に「忌引休暇」等と称する休暇が設けられることがある。

#### 神社・社家の忌中・喪中
神職は次の期間、忌に服す。父母や夫や妻や子が帰幽した場合10日。ただし、7歳以下の子は5日。祖父母や孫や兄弟や姉妹は5日。曽祖父母、孫、甥姪、伯父母は2日。高祖父母、玄孫、兄弟姉妹の孫、従兄弟姉妹などは1日。また、忌中後の葬儀の場合は当日のみ服する。なお、その期間が終われば祓を行う。一社伝来の慣習や、特殊事情がある場合は適宜縮減する。また、神社境内で喪家が生じた場合は、参道から喪家に至る間、注連縄を引き渡すか、その他の幕を張る。

#### 仏教寺院の忌中・喪中
不幸があった家が仏教寺院の場合、「山門不幸」と呼ばれ、当該寺院では、門に墨字で「山門不幸」と書かれた木製立て札がかけられる。僧侶本人以外(寺族など)の寺院家族の不幸の場合は、宗派や地域によって一般家庭同様に、「山門不幸」とはせずに、忌中の扱いと同様に扱うこともある。

### 台湾
台湾では喪主は喪が明けるまでの49日間喪に服す習慣があり、男性の場合はひげを剃らないという習俗がある。
また近親者も喪が明ける49日間は会社への出社時にも肩に喪中であることを表す布切れを付ける。

### 欧米
イタリアでは1960年代から1970年代頃まで、北部や中部の都市部で、近親者が左腕の上腕部に黒地の布の腕章を一年間に付ける習慣がみられた。その後も南部の農村部には上腕部喪章を付ける習慣が残されていた。また、南部では戸口に黒い布地を斜めに張り、風雨に晒されて白っぽくなるまで服喪する習慣もみられた。
キリスト教では「人は死ぬと神様によって天国へと導かれる。遺された人たちも同じように死後天国へ行くため、後々再会できる」という考え方がある。その為、「死はひと時の別れであり、また再会できるために死を悼む期間も必要ない」とされていることから、喪中という習慣がない国もあり、アメリカでは近しい人が亡くなっても、クリスマスや感謝祭、新年の祝いなどの慶事を避けるということは無いとされている。

### 宗教別の服喪期間
宗教により一定の服喪期間がある場合と特に定められた服喪期間がない場合（バハイ教やジャイナ教、シク教など）がある。

#### ヒンドゥー教
故人の近親者は13日間の服喪期間があり、自宅で過ごすのをよしとする。故人に近い男性の親族は剃髪することがある。

#### ユダヤ教
故人の近親者は自宅で7日間の服喪期間を過ごす。敬虔なユダヤ教徒の男性は、父親または母親の死後、ユダヤ暦で11ヵ月間は朝、午後、夕方にシナゴーグで礼拝を行う。

#### ゾロアスター教
近親者が亡くなった場合は10日間の服喪期間を過ごす。なお、死去後、1ヵ月、6ヵ月、12ヵ月に儀式がある。